# Engenho Bahia
A Engenho Bahia é uma marca de cachaça brasileira.
Fabricada artesanalmente em Ibirataia, no estado da Bahia, é a vigésima-quarta marca de cachaça a receber selo do INMETRO no país e a primeira na Bahia a possuí-lo.
É envelhecida em barris de putumuju, jequitibá, umburana e Bálsamo  por, no mínimo, dois anos.